# Батлухское наибство
Батлухское наибство (также известно как Бахлухское) — административно-территориальная единица Аварского округа Дагестанской области Российской империи, существовавшая в 1864—1899 годах. Административный центр — аул Нижний Батлух.

## Географическое положение
Наибство располагалось к югу от Хунзахского плато и включала в себя территорию ограниченную рекой Аварское Койсу и её левобережными притоками Батлухтляр и Тобот. В настоящее время территория Батлухского наибства соответствует муниципальным образованиям в северной, левобережной части Шамильского района Дагестана.

## История
Наибство было образовано в 1864 году из бывшего аварского общества Тлурутли. Первоначально центр разместился в ауле Андых, а затем был перенесён в аул Нижний Батлух. В ходе административной реформы, в 1899 году, наибство было упразднено и присоединено к Тилитль-Гидатлинскому участку Гунибского округа.

## Население
По данным на 1868 год в наибстве проживало 3337 человек, в том числе 1420 мужчин и 1917 женщин. К 1895 году население наибства несколько уменьшилось и составило 3251 человек, в том числе 1601 мужчина и 1650 женщин. Моноэтническое аварское наибство.

## Административное деление
В административном отношении делилось на 7 сельских обществ. В 1895 году включало следующие населённые пункты:
1. Андыхское с.о.: селение Андых;
2. Нижне-Батлухское с.о.: селения Нижний Батлух и Верхний Батлух;
3. Голотлинское с.о.: селение Голотль;
4. Занатинское с.о.: селение Заната;
5. Куанинское с.о.: селение Куана;
6. Могохское с.о.: селение Могох
7. Нитинское с.о.: селения Нита, Датуна и Накитль.